# Henry Mill
Henry Mill (c. 1683–1771) va ser un inventor anglès que va patentar la primera màquina d'escriure el 1714. Va treballar com a enginyer d'aigua per a la New River Company, i va presentar dues patents durant la seva vida. Un era per a una molla d'autocar, mentre que l'altre era per a una "Màquina de transcripció de cartes". La màquina que va inventar sembla, per la patent, que s'assemblava a una màquina d'escriure, però no se sap res més. Altres desenvolupadors primerencs de màquines d'escriure inclouen Pellegrino Turri. Moltes d'aquestes primeres màquines, inclosa la de Turri, es van desenvolupar per permetre escriure als cecs.

## Biografia
El fill gran d'Andrew i Dorothy Mill, va néixer l'any 1683 o 1684; segons el seu epitafi era un familiar de Sir Hugh Myddelton. Va obtenir un nomenament cap al 1720 com a enginyer de la New River Company.
L'obituitari de Mill a la revista Gentleman's diu que va erigir una planta d'aigua a Northampton. Va ser emprat per Sir Robert Walpole per dur a terme el subministrament d'aigua a Houghton Hall .
Mill posteriorment va emprar Robert Mylne com a ajudant. Va morir solter a casa seva a Strand, Londres, el 26 de desembre de 1771, i va ser enterrat a l'església de Breamore, prop de Salisbury, amb un llarg epitafi a la seva memòria. L'epitafi diu que tenia 87 anys, però està inscrit al registre parroquial amb 88 anys.

## Invents
L'any 1706 Mill va obtenir una patent (núm. 376) per a una millora de les molles del carro, i també l'any 1714 una altra patent (núm. 395) per a un aparell "per a la impressió o transcripció de lletres aïllades o progressivament una darrere l'altra, de forma tan neta i exacta". com a no distingir-se de la impremta, molt útil en assentaments i registres públics”. La patent no conté cap descripció de l'aparell, però s'ha considerat com la primera proposta per a una màquina d'escriure.